# Rubén Sobrino
Rubén Sobrino (Daimiel, 1 juni 1992) is een Spaans voetballer die doorgaans als aanvaller speelt. Hij ligt sinds 2021 onder contract bij Cádiz CF.

## Carrière
Real Madrid haalde de zestienjarige Sobrino in 2008 weg bij Daimiel ED. Sobrino sloot later aan bij Real Madrid C en Real Madrid Castilla. In 2014 werd hij door Carlo Ancelotti uitgenodigd om met Real Madrid op zomerstage in de Verenigde Staten te gaan. Op 27 juli 2014 speelde hij zelfs met Real Madrid mee in een oefenwedstrijd tegen Inter Milaan, waar hij mocht invallen voor Raúl de Tomás.
Na de stage trok Sobrino echter naar tweedeklasser SD Ponferradina, waar José Manuel Díaz toen trainer was. Díaz had Sobrino eerder al onder zijn hoede gehad bij Real Madrid C en Real Madrid Castilla. Sobrino scoorde 5 keer in 42 wedstrijden. Verschillende clubs zagen hem als toekomstmateriaal en wilden hem vastleggen. De keuze viel op Manchester City, dat €250.000 euro (plus €200.000 mogelijke bonussen) neertelde voor de jonge Spanjaard. Hij werd meteen uitgeleend aan Girona FC, waar hij 2 keer scoorde in 14 wedstrijden. In het seizoen 2016/17 werd hij opnieuw uitgeleend, ditmaal aan Deportivo Alavés.

## Erelijst
| Copa del Rey | 1x | 2018/19 |

1 Gil ·
2 Zaldúa ·
3 Fali ·
4 Alcaraz ·
5 Chust ·
6 San Emeterio ·
7 Sobrino ·
8 Á. Fernández  ·
9 Martí ·
10 Ocampo ·
11 Recio ·
12 Kouamé ·
13 Caro ·
14 Kovačević ·
15 Mwepu ·
16 Ramos ·
17 Escalante ·
18 Matos ·
19 De la Rosa ·
20 Carcelén ·
21 Alarcón ·
22 Ontiveros ·
23 C. Fernandéz ·
24 Glauder ·
25 Melendo ·
33 Cabrera ·
Coach: Garitano